# Filmåret 1935

## Årets filmer

### A - G
- Angivaren
- Anna Karenina (1935)
- Annie Oakley
- Bränningar
- De 39 stegen
- Dr Yogami från London
- Ebberöds bank
- En förtjusande pojke
- En kunglig idyll
- En midsommarnattsdröm
- Flickor på fabrik
- Flickornas Alfred
- Fredlös
- Galakväll på operan
- Grabbarna i 57:an

### H - N
- Kanske en gentleman
- Kapten Blod
- Kärlek efter noter
- Larsson i andra giftet
- Med berått mod
- Munkbrogreven
- Musse Pigg på skridskor
- Myteri

### O - U
- Raskolnikov
- Roberta[1]
- Skärgårdsflirt
- Smålänningar
- Sockerbagarnas karneval
- Swedenhielms
- Tag der Freiheit
- Tillbaka till livet
- Tjocka släkten
- Top Hat
- Tösen från Stormyrtorpet, originaltitel Das Mädchen vom Moorhof
- Under falsk flagg
- Ungdom av idag
- Ungkarlspappan

### V - Ö
- Valborgsmässoafton
- Vandring i våren
- Waterbabies
- Äktenskapsleken
- Äventyr i pyjamas

## Födda
- 5 januari – Inger Pehrsson, svensk scenograf, och kostymör för filmer och teater.
- 8 januari – Elvis Presley, amerikansk rocksångare och skådespelare.
- 11 januari – Ghita Nørby, dansk skådespelare.
- 17 januari – Lars Lind, svensk skådespelare.
- 24 januari – Mona Malm, svensk skådespelare.
- 31 januari – Richard Lindskog, svensk operettsångare och skådespelare.
- 17 februari – Christina Pickles, brittisk-amerikansk skådespelare.
- 23 februari – Tommy Nilson, svensk skådespelare.
- 25 februari – Sally Jessy Raphaël, amerikansk pratshowledare och skådespelare.
- 8 mars – Bodil Mannheimer, svensk skådespelare.
- 18 mars – Weiron Holmberg, svensk skådespelare.
- 28 mars – Margareta Wästerstam, svensk skådespelare och TV-producent.
- 8 april – Lasse Petterson, svensk skådespelare.
- 17 april – Jan Wirén, svensk pressfotograf och skådespelare.
- 19 april – Dudley Moore, brittisk skådespelare.
- 24 maj – Karl-Erik Andersén, svensk skådespelare och dramapedagog.
- 25 juni – Gerd Hegnell, svensk skådespelare.
- 10 juli – Lars Edström, svensk filmöversättare och röstskådespelare.
- 15 juli
  - Johan Bergenstråhle, svensk teater- och filmregissör.
  - Ken Kercheval, amerikansk skådespelare.
- 17 juli – Donald Sutherland, kanadensisk-amerikansk skådespelare.
- 19 juli – Claes-Håkan Westergren, svensk skådespelare.
- 26 juli – Sara Arnia, svensk skådespelare.
- 27 juli – Yvonne Brosset, svensk balettdansös och skådespelare.
- 13 augusti – Jessie Flaws, svensk-amerikansk skådespelare.
- 6 september – Lars Löfgren, svensk regissör, författare och teaterchef.
- 12 september – Birgitta Hoppeler, svensk skådespelare.
- 14 september – Hans Bergström, svensk regissör och skådespelare.
- 1 oktober – Julie Andrews, brittisk skådespelare, sångerska.
- 4 oktober – Ulla Edin, svensk skådespelare.
- 6 oktober – Helena Reuterblad, svensk skådespelare.
- 8 oktober – Marian Gräns, svensk skådespelare.
- 18 oktober – Peter Boyle,  amerikansk skådespelare.
- 20 oktober – Jerry Orbach, amerikansk skådespelare.
- 24 oktober – Lena Söderblom, svensk skådespelare.
- 29 oktober – Peter Watkins, brittisk filmregissör.
- 8 november – Alain Delon, fransk skådespelare.
- 11 november – Bibi Andersson, svensk skådespelare.
- 19 december – Gösta Bredefeldt, svensk skådespelare och dramatiker.
- 29 november – Diane Ladd, amerikansk skådespelare.
- 30 november – Woody Allen, amerikansk filmregissör.
- 20 december – Anna Schönberg, svensk skådespelare.
- 21 december – John G. Avildsen, amerikansk regissör och producent.
- 26 december – Ena Carlborg, svensk skådespelare och dramapedagog.

## Avlidna
- 6 mars – Fridolf Rhudin, 39, svensk komiker och skådespelare.
- 31 mars – Concordia Selander, 73, svensk skådespelare.
- 1 april – Eric Lewis, 79, brittisk skådespelare.
- 21 maj – Arvid Gyllström, 45, svensk-amerikansk akrobat, manusförfattare, producent och regissör.
- 23 augusti – Ivan Hedqvist, 55, svensk skådespelare och regissör.

### Fotnoter
1. ↑  Filmåret 1935 på Internet Movie Database (engelska)